# Linearità (linguistica)
Linearità o linearità del segno linguistico è un concetto di linguistica sviluppato per la prima volta da Ferdinand de Saussure.
Lo studioso, esaminando i vari tipi di codici, rileva come il linguaggio abbia l'unicità di sviluppare messaggi lineari che si esprimono nel tempo. Pertanto non è possibile recepirli immediatamente in tutti i loro componenti.
De Saussure, per meglio spiegare il concetto, fornisce l'esempio del segnale marittimo che esprime immediatamente un messaggio all'individuo. Al contrario, il linguaggio si sviluppa come una catena, in quanto riproduce i propri elementi uno dopo l'altro.